# سیارک ۲۷۳۳۸
سیارک ۲۷۳۳۸ (به انگلیسی: 27338 Malaraghavan، نامگذاری:2000CD93)۲۷۳۳۸مین سیارک کشف شده‌است که در ۰۶ فوریه ۲۰۰۰ کشف شد.